# CZ BREN 2
CZ BREN 2 (také CZ 806 BREN) je česká útočná puška měnitelné ráže, vyvinutá firmou Česká zbrojovka Uherský Brod. Zbraň byla oficiálně představena v roce 2015. Konstrukčně vychází z modelu CZ 805 BREN, doznala však celou řadu změn a úprav, které vycházely převážně z přímých bojových zkušeností s útočnou puškou CZ 805 BREN.

## Konstrukce
Zbraň je druhou generací systému CZ BREN a je konstruována jako modulární systém se sklopnou teleskopickou pažbou, který umožňuje výměnu hlavně, závorníku, plynové trubice a šachty zásobníku a změnu ráže pušky. Jednotný systém kotvení vyměnitelných hlavní umožňuje změnu na 5,56 × 45 mm NATO nebo 7,62 × 39 mm (nabízená jako CZ 807). Minimální efektivní dostřel je 300 m v případě hlavně s délkou 8" (palců), 400 m u hlavně s délkou 11" a 500 m u hlavně s délkou 14". Hmotnost s plným zásobníkem činí 2,86 kg (8"), 3,05 kg (11") nebo 3,25 kg (14"). Puška je vybavena šachtou pro STANAG zásobníky. Na hlavně je možné namontovat tlumič typu Rotex-V.

### Hlavní změny oproti CZ 805 BREN
- snížení hmotnosti cca o 0,5 kg (z 3,39 na 2,86 kg u verze s hlavní délky 8")
- tělo zbraně je o 10 mm kratší
- rozebíratelná sestava zdvojeného pístu
- rozebíratelný uzávěr
- odstranění režimu dvouranných dávek
- zdvojený ovladač vypouštění závěru
- kratší pažba s ergonomicky tvarovanou lícnicí
- kolébkové vypouštění zásobníku je umístěno v dosahu ukazováčku na zásobníkové šachtě
- přepracovaný oboustranný úchyt zásobníku
- nezávislá napínací páka (při střelbě se nepohybuje)
- vyšší kadence
- nová konstrukce tlumiče plamene

## Příslušenství

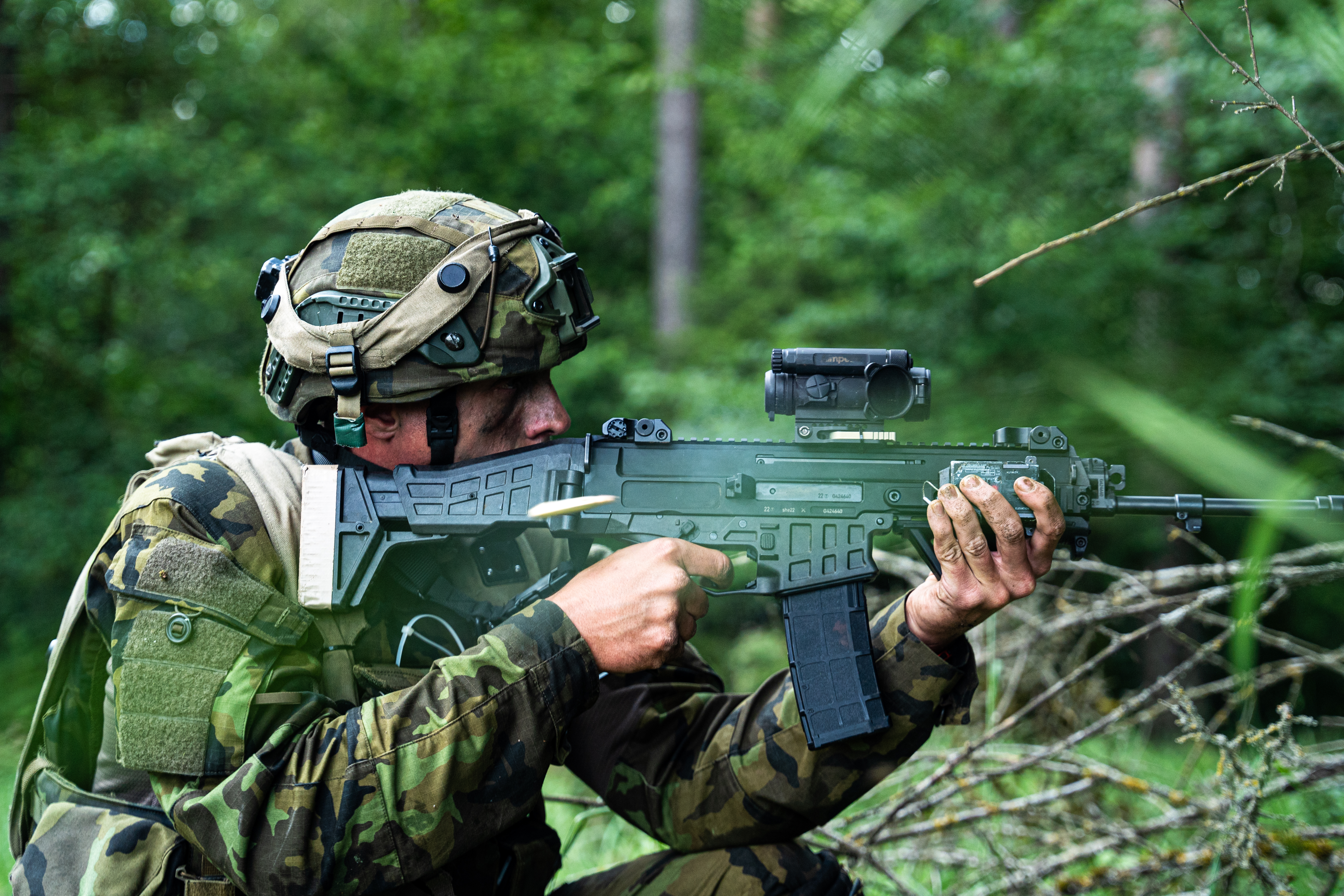
Český voják s útočnou puškou CZ BREN 2

Na zbraň je možné namontovat příslušenství kompletu CZ 805:
- CZ 805 G1 - podvěsný jednoranný granátomet ráže 40x46 mm NATO.
- UN/BN CZ 805 - taktický nůž (bodák)

V rámci dodávky zbraní dle KS č. 155110184 pro Armádu ČR byly zveřejněny informace o následujícím vybavení:
- zaměřovací kolimátor ZD-Dot (výrobce Meopta)
- přídavný denní dalekohled DV-Mag 3 (výrobce Meopta) - jedná se o zvětšovací modul tzv. magnifier se zvětšením 3x
- přídavný noční dalekohled NV-Mag 3 (výrobce Meopta) - jedná se o noční vidění se zvětšením 3x
- laserový značkovač a osvětlovač DBAL-A2TM (výrobce Steiner)

Pro dodávky dle RD č. 201060125 je pak dodáváno toto vybavení:
- zaměřovací kolimátor CompM4 (výrobce Aimpoint)
- přídavný denní dalekohled 3XMAG-1 (výrobce Aimpoint) - jedná se o zvětšovací modul tzv. magnifier se zvětšením 3x
- přídavný noční dalekohled NV-Mag 3A (výrobce Meopta) - jedná se o noční vidění se zvětšením 3x
- laserový značkovač a osvětlovač DBAL-A2TM (výrobce Steiner)

## Varianty
- CZ BREN 2 – 2. generace útočné pušky CZ 805
- CZ BREN 2 BR – bitevní puška ráže 7,62x51 mm NATO s délkou hlavně 407 mm[4]
- CZ BREN 2 PPS – puška pro přesnou střelbu ráže 7,62x51 mm NATO o délce hlavně 475 mm, s přesností do 2 MOA (zásah kružnice o průměru 360 mm na vzdálenost 600 m[5]

## Nákup zbraně Armádou ČR
Zbraně byly dodány v ráži 5,56 x 45 mm NATO.
| Smlouva                     | Platnost          | Platnost           | Cena za zbraň vč. DPH [Kč] | Předmět smlouvy | Dodávky | Poznámky |
| Smlouva                     | Od                | Do                 | Cena za zbraň vč. DPH [Kč] | Předmět smlouvy | Dodávky | Poznámky |
| --------------------------- | ----------------- | ------------------ | -------------------------- | --- | --- | --- |
| Kupní smlouva č. 155110184  | 15. prosince 2015 | 30. listopadu 2016 | 75 366,21                  | - 1 900 ks CZ BREN 2 s 14" hlavní - 700 ks CZ BREN 2 s 11" hlavní - 2 600 ks kolimátor ZD-Dot - 1 450 ks noční vidění NV-Mag3 - 1 600 ks zvětšovací modul DV-Mag3 - 500 ks duálních laserových značkovačů DBAL-A2TM - nezjištěné množství podvěsných granátometů CZ 805 G1 | průběh dodávek neznámý | citace z ročenky AČR za rok 2016: "V roce 2016 pokračovalo přezbrojení AČR ručními zbraněmi. Bylo pořízeno: 2 600 modernizovaných útočných pušek BREN 2 s příslušenstvím, včetně podvěsných granátometů a optoelektronických zaměřovačů." |
| Rámcová dohoda č. 201060125 | 20. dubna 2020    | 30. září 2025      | 77 815                     | - 12000 ks BREN 2 s 14" hlavní - 3832 ks BREN 2 s 11" hlavní - další nezjištěno | dílčí objednávka z 2. 9. 2020 s dodáním do 30. 6. 2021 - 680 ks BREN 2 s 14" hlavní - 680 ks BREN 2 s 11" hlavní - 1 360 ks CompM4 - 448 ks 3XMAG-1 - 1360 ks granátomet CZ 805 G1 dílčí objednávka z 9. 10. 2020 s dodáním do 30. 10. 2021 - 172 ks BREN 2 s 14" hlavní - 172 ks BREN 2 s 11" hlavní - 344 ks CompM4 - 74 ks 3XMAG-1 - 500 ks NV-Mag3 - 344 ks granátomet CZ 805 G1 | Další informace bude v ročence AČR za rok 2020 avšak poslední ročenka je z 19. 12. 2019 za rok 2017 (k datu 12. 4. 2021). |

## Nasazení
CZ BREN 2 byla bojově nasazena Ukrajinou při ruské invazi na Ukrajinu. V únoru 2024 se Ukroboronprom dohodl s Colt CZ Group na licenční výrobě této útočné pušky na Ukrajině. Zahájení výroby oznámila ukrajinská strana v polovině prosince 2024.

## Uživatelé
- Česko – Armáda ČR
- Francie (GIGN) - dodáno 68 pušek verze CZ BREN 2 [8]
- Maďarsko - bude licenčně vyráběn ve firmě Arzenál pro potřeby maďarské policie a maďarských obranných sil
- Ukrajina - používaný minimálně dvěma prapory Teritoriální obrany složenými z cizinců[9]
- Rwanda - dle fotografie na sociální síti twitter je ve výzbroji rwandské armády [10]
- Portugalsko  - armáda
- Polsko - pohraniční stráž
- Rumunsko - četnictvo , uživatelé z Rumunska, Polska, Portugalska[11]
- Burkina Faso - armáda[12][13][chybí lepší zdroj]
- Moldavsko - armáda[14]